# Melinoessa tessmanni
Timana tessmanni là một loài bướm đêm trong họ Geometridae.